# Dhimmi
Dhimmi je spíše historický islámský pojem pro věřící nemuslimy (tradičně zejména "lid knihy", tedy křesťany a židy) žijících v převážně muslimských zemích. Dle tradičního práva jsou dhimmi občané „svobodní“ s omezenými pravomocemi (viz Umaruv Pakt). V minulosti byla těmto lidem, kteří chtějí žít dobrovolně ve většině islámských zemích uložena například povinná částka státu tzv.: "džizja" (kdo na tento poplatek však neměl a byl chudý, čerpal ze státních výhod a podpory sousedních spoluobčanů; kdo zaplatit odmítl, byl bez lítosti popraven), nemožností stavění nových modliteben (kostelů, synagog) (ty původní však na území zůstaly a do praktiktování náboženství stát nemluvil, ovšem veřejné modlitby byly zakázané, stejně jako jakékoli hlasité modlení), systém devširme, atd.
Ve většině moderních islámských zemích jsou náboženské menšiny oficiálně rovnoprávné (žijí vedle sebe na jednom území); faktická rovnoprávnost je však mnohdy sporná.
Vyskytuje se i pojem dhimizace (nebo dhimmizace) jako proces směřující k podmanění státu nebo obyvatelstva muslimy na úroveň dhimmi.